# 氦星
氦星是具有異常強烈的氦線而氫線比正常微弱，恆星光譜O或B的藍色恆星，但有強的恆星風和包層的質量損失。極端氦星在他們的光譜完全缺乏氫。純氦星位於或靠近"氦主序列"的附近，類似於更常見的氫星形成的主序帶。
以前，"氦星"在恆星光譜上與B是同義詞，但此用法現在已被視為過時。
氦星，在術語上也是假想恆星，如果兩顆質量至少為0.5太陽質量的白矮星合併則可能發生，然後開始氦核融合，可以維持數億年的壽命。僅當這兩顆恆星共用相同類型的包層時，才可能發生此種情況。據信這是極端氦星的起源。
多年來，天文學家一直在觀察氦星的強大能力如何轉化為其它類型的恆星。在螺旋星系NGC 1309中的非標準類型超新星Iax:SN 2012Z，它的母恆星是類似銀河系的氦新星船尾座V445，這表明SN 2012Z是一顆從膨脹的氦星伴星吸積質量的白矮星。天文學家觀察到，它正導致一顆氦星生成，這顆伴星在失去氫包層後，有可能演化成紅巨星。